# Lista över etniska grupper i Kenya
Det här är en lista över etniska grupper i Kenya. De utgörs (2023) av minst 60 språkgrupper, vilket kan jämföras med 42 vid folkräkningen 1969. Dessa indelas efter språkgrupper. Till de 42 grupperna räknades inte en del icke-afrikanska folkgrupper som gujaratier, och omanier, som ibland bott i landet i flera generationer.[källa behövs]
Folkräkningen 2009 visade att 75 procent av befolkningen hörde till de fem största folkgrupperna Kikuyu (17%), Kamba (10%), Kalenjin (13%), Luhya (14%) och Luo (10%). Enligt folkräkningen 2019 var den största folkgruppen Kikuyu som bestod av 8 148 668 personer och den minsta var Daholo som utgjordes av 575 personer.
Enligt East African community tillhör ungefär hälften av Kenyas befolkning bantufolk, vilka i sin tur delas in i olika undergrupper. Människorna identifierar sig i regel som en del av den etniska folkgruppen, mer än med den nationella identiteten, vilket påverkar till exempel traditioner och val av namn. De övriga grupperna kan inordnas under Nilo-sahariska och Afro-asiatiska folk. Etniska konflikter har, trots mångfalden, tills nyligen varit sällsynta. En av de större etniska konflikterna som uppstått var 1992 då 1 500 personer dödades i en sammandrabbning om mark.

## Bantufolk
Den största folkgruppen är bantufolken. Dessa återfinns företrädesvis i den södra tredjedelen av landet. Till bantufolket hör bland annat folken Kikuyu, Kamba, Meru (Ameru) och Mijikenda (Nyika). Dessa lever i de bördiga Central Rift-högländerna. Även Luhya och Gusii (Kisii) hör till bantufolket, dessa grupper lever vid Victoriasjön.
Andra bantufolk är Embu, Mbeere, Chuka, Tharaka och Mwinbi-Muthambi. Dessa lever i landets centrala delar. Folkgrupperna Kuria och Abasuba lever i landets västra delar medan Mijikenda, Taita, Taveta, Malakote och Pokomo lever i kustområdet. Mijikenda återfinns förutom i högländerna även i kustområdet.

## Nilo-sahariska folk
Den nästa största folkgruppen är den nilo-sahariska. Dit hör folken Kalenjin, Luo, Maasai, Samburu och Turkana. 
Luo-folket är en lantliga folkgrupp som lever i  de lägre delarna av den västra platån medan de Kalenjin-talande människorna ockuperar de högre delarna av den. Massaierna, Samburu och Turkana är nära relaterade och alla tre är pastorala nomader. Massaierna lever i den södra regionen som gränsar till Tanzania, medan Samburu och Turkana lever i den torra nordväst.

## Afro-asiatiska folk
En bråkdel av Kenyas befolkning tillhör de afro-asiatiska folken (kushitisktalande folk). De lever i de torra och halvtorra regionerna i norr och nordost. Till den afro-asiatiska folkgruppen hör undergrupperna somali och oromo, båda är herdefolk i områden som drabbas av återkommande svält, torka och ökenspridning. Gruppen somali lever i gränsområdet mot Somalia medan oromo lever i gränsområdet till Etiopien. Till den afro-asiatiska gruppen hör även undergruppen burji. Den härstammar från etiopiska arbetare som hämtades på 1930-talet för att bygga vägar i norra Kenya.

## Övriga folkgrupper
Utöver de tre etniska afrikanska folkgrupperna har landet även en stor grupp som härstammar från indiska och pakistanska immigranter. Dessa flyttade ursprungligen till Kenya under den tid de styrdes av det brittiska kolonialstyret, se Brittiska Östafrika. Dessa lever i städer som Kisumu, Mombasa och Nairobi, där de ägnar sig åt olika affärsaktiviteter. Kvar efter den koloniala befolkningen är europeiska kenyaner, mestadels av brittiskt ursprung. Majoriteten av dessa har lämnat Kenya efter självständigheten men de som stannade lever i Mombasa och Nairobi. Längs kusten lever swahilier. De är en grupp som tillkommit genom äktenskap mellan araber och bantufolk. Det är också swahili som används som lingua franca i Kenya och officiellt språk.

## Större grupper
| Folkgrupp     | Grupp          | Andel (%) vid folkräkning 2019 |
| ------------- | -------------- | ------------------------------ |
| Kikuyu        | Bantu          | 17,1                           |
| Luhya         | Bantu          | 14,3                           |
| Kalenjin      | Nilo-saharisk  | 13,4                           |
| Luo           | Nilo-saharisk  | 10,7                           |
| Kamba         | Bantu          | 9,8                            |
| Somali        | Afro-asiatiska | 5,8                            |
| Kisii (Gusii) | Bantu          | 5,7                            |
| Mijikenda     | Bantu          | 5,2                            |
| Meru (Ameru)  | Bantu          | 7,2                            |
| Massai        | Nilo-saharisk  | 2,5                            |
| Turkana       | Nilo-saharisk  | 2,1                            |

## Minoritetsgrupper
- Aweer
- Bajuni
- Bukusu
- Dahalo
- Isukha
- Kore
- Kuria
- Maragoli
- Marama
- Miji Kenda
- Ogiek
- Orma
- Pokomo
- Rendille
- Sengwer
- Suba
- Tachoni
- Taveta
- Watha